# 켈트의 호랑이
켈트의 호랑이(영어: Celtic Tiger)는 경제적으로 급성장한 아일랜드를 상징적으로 부르는 말이다. 1995년부터 2007년까지 계속된 아일랜드의 빠른 경제 성장을 가리킨다. 이 경제 성장은 2008년에 사라졌으며, 2009년에는 국내 총생산(GDP)이 10% 이상 수축될 것으로 보았다.

## 설명
"켈트의 호랑이"는 아일랜드라는 나라 자체를 나타내는 표현이며, 아일랜드 호황의 시기를 나타내기도 한다. '켈트의 호랑이'라는 표현은 1994년에 정리한 모건 스탠리의 보고서에서 처음으로 사용되었다. 또한 이 표현은 1980년 대부터 1990년 대까지 대한민국, 싱가포르, 홍콩, 대만의 급속한 경제 성장을 "아시아의 네 마리 호랑이"라고 칭했는데, 이를 모방한 것이다. 이 켈트의 호랑이 시절을 다른 이름으로 부르기도 하는데, 영어로 "The Boom"이라고 불리거나, "아일랜드 경제 기적"이라고도 불린다.
2009년 1월, 아이리시 타임스 신문은 사설에서 "아일랜드는 갑자기 쾌락 또는 사치 같은 것으로 인해 먹구름 끼는 차가운 바다에 버려진 타이타닉의 해상 사고처럼, 켈트의 호랑이 시대에서 금융 불안 시대로 넘어가게 된 것이다." 라고 말했다. 켈트의 호랑이 시기에 아일랜드는 당시 유럽의 경제적 약소국에서 부국이 되어 호황을 경험하게 되었다. 아일랜드의 성장 요인은 논쟁의 여지가 있지만, 정부가 주도한 경제 발전 노력, 예를 들어 사용자, 정부, 노동 조합의 사회적 연계와 여성 노동력의 참여 증가, 장기간에 걸친 국내 고등 교육에 대한 투자 등이 주 요소로 평가되고 있다. 또한 외국으로부터의 직접 투자와 낮은 법인세, 영어에 능통한 다수의 인력 외에도 특히 유럽 연합에 가입되어 있는 것은 유럽 단일 시장으로의 자유로운 자금의 이동과 수출이 가능하다는 것에 큰 영향을 주었다.
역사학자 리처드 올더스는 '켈트의 호랑이'는 이제 도도새와 같은 운명을 향해 가고 있다고 주장했다. 또한 2008년 초에는 많은 비평가가 연착륙이 일어날 수 있다고 생각했다. 그리고 2009년 1월까지 아일랜드가 불경기에 돌입하게 될 것으로 예상되었다.

## 켈트의 호랑이
1994년부터 2000년까지 아일랜드의 GDP 성장률은 6%에서 11% 사이에서 유지되었으나 2001년부터 2002년 초반까지 2%로 떨어졌다. 그런데 그 증가율의 평균은 약 5%까지 다시 상승했다. 그 동안 아일랜드의 생활 수준은 비약적으로 상승하고 인구 1인당 GDP도 서유럽에서 룩셈부르크 다음으로 높은 수준까지 올라왔다. 그러나 2007-2008년 세계 금융 위기의 영향을 받아, 켈트의 호랑이는 죽어가는 상황에 이르게 되었다.

### 원인

#### 세금제도
많은 경제학자들은 아일랜드의 성장은 낮은 법인 세율과 국민 총생산 (GNP)의 4%에 상당하는 금액이 독일이나 프랑스 등의 유럽 연합 회원국에서 이전 수지가 원인이라고 평가한다. 아일랜드 정부는 1956년 이후 일관되게 낮은 세율 정책을 유지해온 나라이다.

#### 유럽 연합에 의한 조성
유럽 연합에 의해 조성하여 교육 제도 및 인프라에 대한 투자가 증액되었다. 자유주의적 계의 케이트 연구소는 유럽 연합의 조성은 경제학 적으로 비효율적인 아일랜드 경제 성장을 떠받치고 있었다고 지적하고 있지만 아일랜드 경제의 생산 능력이 증가함으로써 교육 분야 및 인프라에 대한 투자의 내실화를 꾀했고 아일랜드는 하이테크 산업을 위한 매력적인 나라가 되어 갔다. 헤리티지 재단 역시 유럽 연합 조성의 역할을 평가절하하고 있다. 그러나 1973년 유럽 경제 공동체에 가입한 것은 지금까지 무역을 영국에 의지하고 있던 아일랜드에게 유럽의 거대 시장에 진입하는 계기가 되었다.
1990년대 아일랜드 정부 산업 개발청 (IDA) 등의 정부 기관의 보조금이나 대출을 통해서 아일랜드는 델, 인텔, 마이크로소프트 등 유명 기업의 아일랜드로의 진출 분위기가 형성되었다. 이러한 기업들이 아일랜드에 진출한 배경에는 그 나라가 유럽 연합에 가입되어 있는지, 인건비가 상대적으로 저렴하고 정부의 보조금과 낮은 세율 정책을 들 수 있다. 아일랜드 정부 상무청도 재무, 기술, 사회적 지원을 제공하고 창업을 장려하고 있다.

#### 지리 · 인구 동태
아일랜드는 미국과 협업하기 편리한 시간대에 위치하고 있으며, 미국의 노동자들이 잠들어있는 시간 동안 아일랜드 노동자들이 일상 업무의 전반 부분을 해낼 수 있다. 이것은 특히 법무, 재무 부서를 가진 기업에 유용하며 예를 들어 미국의 변호사가 잠자는 시간에 아일랜드의 변호사가 소송에 대한 작업을 할 수 있다. 또한 미국 기업들이 생각하기에 아일랜드는 다른 유럽 연합 회원국, 특히 중앙유럽 국가에 비해 정부의 개입이 적다는 것도 매력이었다. 또한 성 금요일 합의에 의해 북아일랜드 정세가 안정화 된 것으로, 아일랜드는 안정된 경제 활동 환경을 정돈할 수 있었다.
아일랜드는 포르투갈이나 스페인 등 인건비가 낮은 다른 유럽 연합 회원국의 노동자에 비해 즉시 영어로 대화 할 수 있는 이점이 있으며, 이것은 미국 기업들이 아일랜드의 노동자를 선택하는 이유 중 하나이다. 또한 출산율이 낮기 때문에 노동 인구 비율이 증가 인구배당효과의 상태나, 여성의 노동 시장 참여 등도 인구 1인당 소득 증가로 이어지고 있다고도 지적되고 있다.

### 결과

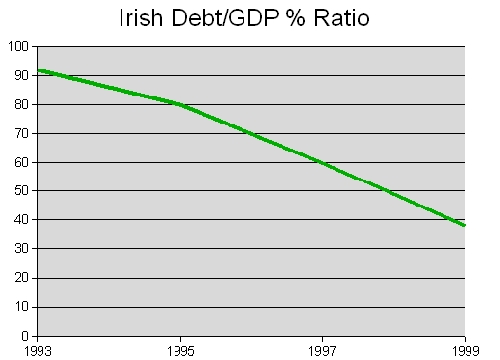
공채 발행액의 GDP 대비를 나타낸 그래프. 1990년대부터 급격히 떨어지고있다

아일랜드는 서유럽 최빈국에서 가장 부유한 국가가 되었다. 가처분 소득이 급상승하면서 소비자 지출도 급격히 증가했다. 1980년대 말에는 18%를 기록했고 실업률 또한 호황 말기까지 3.5%까지 떨어져 산업 노동자의 평균 임금도 유럽에서 가장 높은 수준으로 상승했다. 또한 그동안의 인플레이션율이 연 5% 가까이 되고, 임금 비율은 영국과 비슷했지만 아일랜드의 물가는 북유럽 국가들과 비슷한 수준까지 상승했다. 호황 기간도 국채 발행되어 있었지만, GDP가 급상승했기 때문에 국채 발행액의 대(對) GDP 비율은 감소해갔다.
호황이 가져온 부(富)는 아일랜드의 사회 기반과 도시의 현대화를 위한 투자에 충당되었다. 국가 개발 계획에 의해 도로 기반이 개선되며 루아스, 더블린 포트 터널 신설 및 코크 교외 철도 연장 사업이 진행되었다. 지방 정부에서도 시내 도로가 개선되고 더블린 첨탑과 같은 건물이 만들어지기 시작했다.
국외에서 아일랜드로 이주 하는 사람 수는 아일랜드에서 국외로 이주하는 인원보다 많아져 기존의 예상이 뒤엎어졌다. 이에 따라 아일랜드의 인구 동태가 크게 변동, 더블린, 코크, 리머 릭, 골웨이 등의 도시 지역에서는 다문화주의가 퍼져 나갔다. 2007년 아일랜드 인구의 10%는 아일랜드 국외 출신이 차지하고 있는 것으로 추정되고 있으며, 특히 폴란드와 발트 국가 출신이 대부분을 차지하고 이러한 사람들의 대부분은 소매 및 서비스 직종에 종사하고 있다. 아일랜드 내에서는 젊은층이 시골을 떠나 도시에 살고 일하고 있다. 아일랜드의 호황은 기업이나 위험 조사를 촉구 갔지만, 아일랜드 자본의 기업은 경미한 것으로, 외국 자본 기업이 아일랜드 수출의 93%를 차지하고 있다.
아일랜드에서 미국 자본주의의 개념을 수용함으로써 호황에서 일어난 대량 소비가 아일랜드의 문화를 파괴했다고 생각하는 사람이 많다. 아일랜드가 영국과 역사적으로도 경제적으로도 묶여 있던 것은 비판의 대상이 되어 왔지만, 정치학자 피터 커비는, "아일랜드는 미국 경제와 결합 된 것에 대해 당연히 만족 하고 있다"고 지적했다. 그런데 좌익 진영에서 여당의 "베를린보다 보스턴에 가깝다" 라며 방향성을 비판하는 목소리가 높아졌다. 윌리엄 월, 마이크 맥코믹, 게리 머피 등의 작가도 호황 진행된 개발을 풍자하는 작품을 발표하고 있다.
GDP를 더욱 성장시키고, 오랫동안 해외에 자국민이 이동한 역사를 가진 아일랜드는 이민을 받아 들여야 한다며, 아일랜드에 유입해 온 이민에 대해 많은 국민은 적극적으로 움직여 나가야 한다는 생각도 많은 아일랜드 국민들에게 퍼지고 있다.
풍족함은 청소년 범죄율의 상승을 초래했고, 특히 음주로 인한 폭행 사건은 구매력의 상승이 주 원인이라고 하는 의견이 존재한다. 그러나 풍부해진 것과 동시에 빠른 속도로 평균 수명과 생활 수준도 끌어 올렸다는 견해도 있고, 그것을 나타내는 자료로써 이코노미스트 삶의 질 지수를 인용하는데, 여기서 아일랜드는 1위를 차지하고 있다.

### 금융 스캔들
뉴욕 타임즈 신문은 2005년 아일랜드에 대해 "Wild West of European finance"(유럽 금융의 서부 개척 지역)로 표현하고, 이러한 생각에 따라 아일랜드 금융 서비스 감독기구의 창설을 촉구했다. 이기구는 강력한 감독 권한이 있음에도 불구하고, 고객에게 과잉 지급을 청구하는 등 큰 금융 스캔들이 종종 일어나고 있어도, 아일랜드의 금융 기관에 무거운 처분을 부과할 수 없다. 산업계에서 아일랜드는 금융 비리가 그리울 같은 나라라는 의견이 분출했다.
2008년 12월, 앵글로 아이리시 뱅크 동행 회장에 대한 부정 대출이 드러났다. 이 대출은 8년간 은행의 대차 대조표에 기재되어 있지 않고,이 사건으로 인해 금융 감독 당국의 책임자가 사임했다. 경제 평론가 데이비드 맥 윌리엄스는 앵글로 아이리시 뱅크의 사건에 대해 아일랜드의 엔론이라고 표현하고 있다.

## 2001년 - 2003년 급격한 추락
7년에 걸쳐 급성장을 한 뒤, 켈트의 호랑이의 기세는 2002년에 급격히 추락했다. 아일랜드 경제는 글로벌 경기 침체에 따라 성장이 둔화되어 갔다.
추락은 전세계 정보 기술(IT) 산업에 대한 투자가 크게 감소 된 영향을 받은 것이다. IT 산업은 1990년대 말 무렵부터 과도하게 부풀어 올라 왔지만, IT와 관련된 시장 주가가 급락하게 되었다. IT 관련 산업은 아일랜드에서 중요한 위치를 차지하고 있으며, 2002년에는 컴퓨터 관련에 1040억 US 달러의 수출이 있었다. 또한 2002년에 유럽에서 판매된 상용 패키지 소프트웨어의 약 50 %는 아일랜드에서 수출 된 것이었다.
구제역과 9.11 테러로 인해 미국이나 영국에서의 관광객들이 아일랜드를 꺼려하여, 관광업이나 농업 분야에 악영향을 미쳤다. 또한 아일랜드의 인건비, 보험료의 상승과 경제 경쟁력 저하에서 기업이 창업 기지를 동유럽 국가들과 중국에 이전시켜 갔다. 또한 유로의 상승이 비 유로존 국가, 특히 미국이나 영국의 수출에 타격을 주었다.
이제는 전 세계적으로 경기가 추락했다. 2002년 4~6 월에 미국 경제의 성장률은 전년 동기 대비 0.3 %에 그쳐 이 상황을 받아 연방준비제도는 경제를 되살리려고 11 금리를 인하했다. 유럽에서는 유럽 연합의 2002년 성장이 거의 0%로 독일과 프랑스를 비롯한 많은 회원국 정부는 재정 규율을 무너뜨리고 경제 통화 동맹의 안정 · 성장 협정을 깰 수 있을 만한 대폭적인 적자를 기록했다.
아일랜드는 경기가 후퇴할 정도의 영향이 아니라 경제 성장률이 둔화되는 등의 수준까지 내려가, 2003년 말에는 미국의 투자 수준이 돌아온 것으로 경기 회복의 조짐이 보였다. 그러나 경제 평론가들이 정부와 건설 업계보다 경제 불균형, 미래의 경제 성장 전망에 대해 엄격한 비판을 제기하였다.

## 2003년 회복기

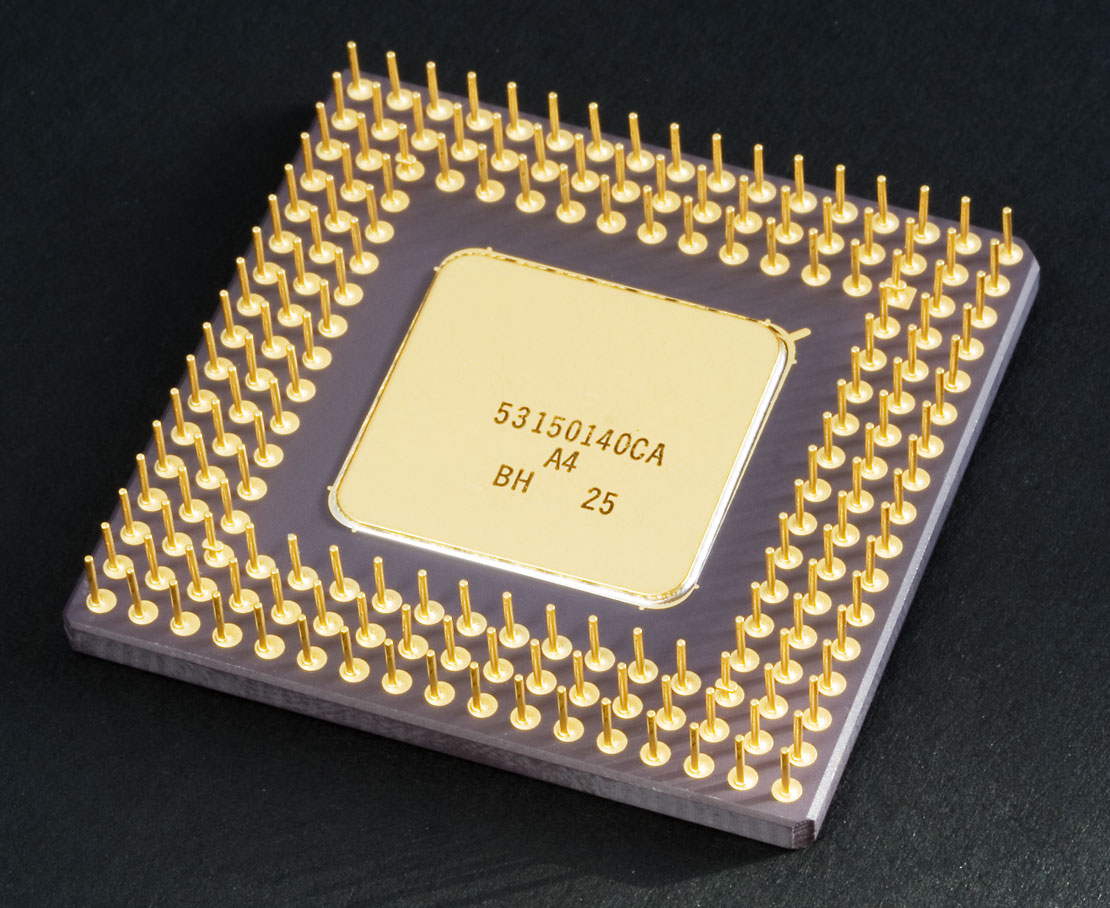
IT 산업의 회복으로 아일랜드의 경제가 다시 상승하였다.

2001년부터 2002년까지의 경제 정체를 거쳐, 아일랜드 경제는 2003년 말부터 다시 성장세로 돌아왔다. 일부 언론에서는 이 재부흥을 "Celtic Tiger II"(켈트의 호랑이 II) 등으로 표현했다. 2004년 아일랜드의 경제 성장률은 4.5%로 같은 해 4월까지 유럽 연합 15개국 중 최고를 기록하고, 2005년의 성장률도 거의 비슷한 수준으로 예상되었다. 이 높은 성장률은 독일, 프랑스, 이탈리아 등 많은 유럽 국가의 성장률이 1~3% 정도에 머물러 있던 것과는 대조적인 것이었다.
세계적으로 보아도, 미국의 경기 회복에 이끌려가는 구조로 아일랜드 경제가 상승했다. 구제역과 테러에 의한 관광 산업의 침체도 회복하고 세계적으로 IT 산업이 강세를 되찾은 것도 아일랜드 경제 회복에 기여했다. 아일랜드는 유럽에서 개인용 컴퓨터의 25%를 생산하고 특히 델은 리머 릭 유럽의 대규모 생산 공장을 가지고 있으며 이 외에도 IBM, 애플, 휴렛팩커드사가 아일랜드에 생산 거점을 두고 있다.
다국적 기업의 새로운 투자도 잇따랐다. 인텔은 아일랜드의 생산 능력 확대를 재개하고 Google 도 더블린에 사무실을 개설했다. 애보트 래 버러 토리스는 아일랜드의 연구 시설을 신설하고 벨 연구소 도 연구 시설의 개설을 예정하고 있었다.
아일랜드 국내의 움직임으로, 과학 분야의 기업을 장려하기 위해 아일랜드 과학 재단을 설립했다. 또한 아일랜드 고급 기술을 요하는 직업을 모으려고 하는 움직임도 진행되었다.정부가 신설한 특별 저축 장려 계좌 제도에서 만기가 된 자금을 통해 소비자의 소비 의욕이 증진되고, 소매업의 매출이 성장해갔다.

## 문제점

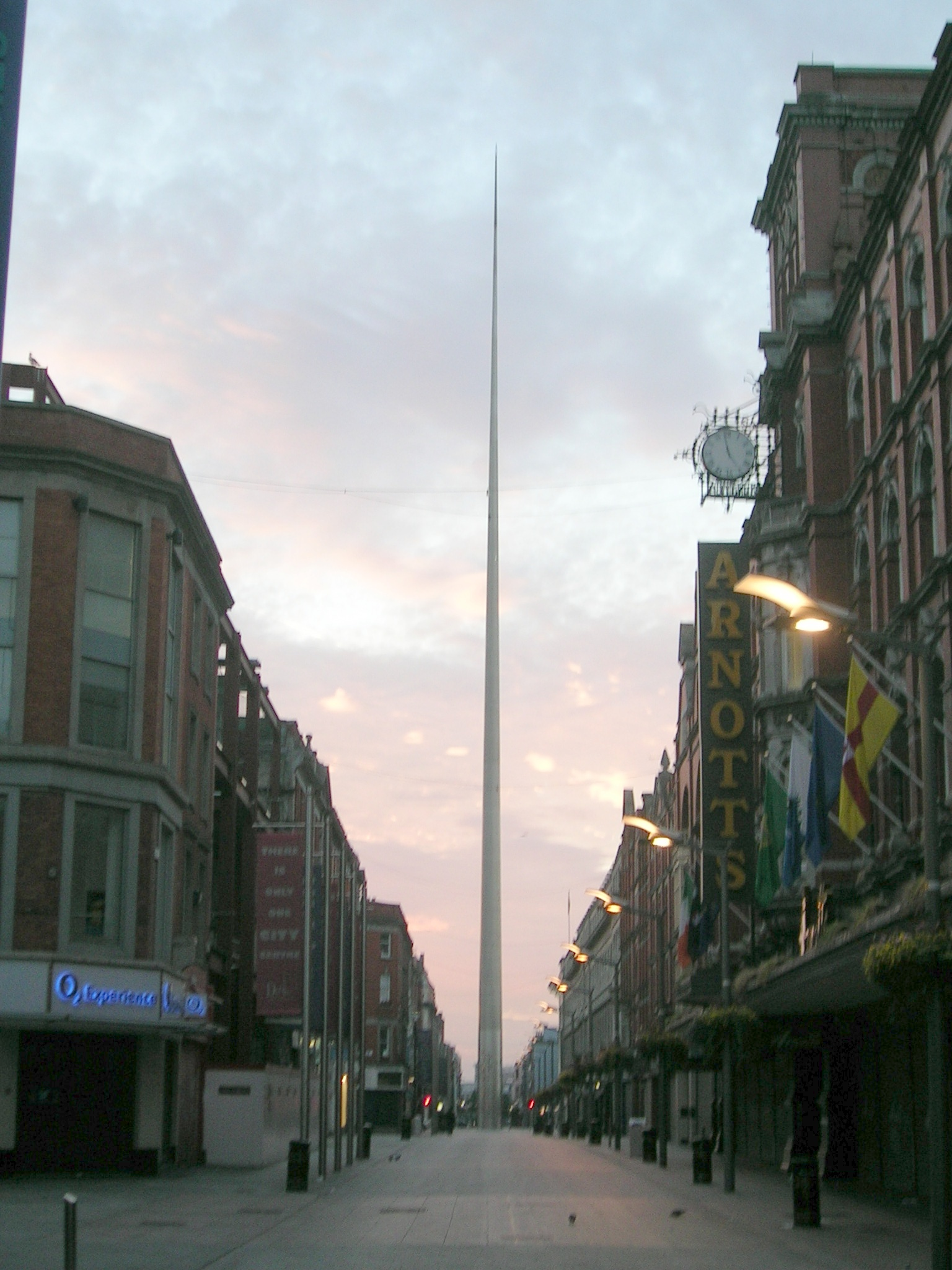
더블린 첨탑.
아일랜드의 근대화와 번영을 상징하는 건축물이다.

### 부동산 시장
2004년에 경기가 다시 상승함으로써 건설업은 정체 이전 수요량에 근접했다. 건설 부문은 GDP의 약 12%를 차지하고, 고용에서 차지하는 젊은층과 비 숙련 노동자의 비율이 높았다. 그러나 이코노미스트 등의 미디어는 과도한 부동산 거품에 대해 경고했다. 2004년에는 8만 건의 주택이 신축되고 있었지만, 아일랜드의 인구 15배인 영국이 연주택 신규 착공 수가 16만 건이었던 것과 비교하면, 아일랜드의 신규 착공 수가 많았다는 것을 알 수 있다. 2006년에는 신규 주택의 완성 건수가 9만건에 달할 것으로 전망되고 있다.
2009년 1월, 유니버시티 칼리지 더블린 경제학부 교수 모건 켈리는 실질적으로 주택 가격은 최고치에서 80% 하락할 것으로 예측하고 있다.

### 경쟁력 저하
인건비 상승, 인플레이션, 과도한 재정 지출은 아일랜드 경제의 경쟁력을 빼앗아갔다. 아일랜드, 특히 더블린 주변에서는 인건비가 유럽 연합의 평균을 크게 웃돌고 있다. 이들은 특히 미숙련 및 반 숙련 노동자와 제조업에 영향을 미친다. 또한 전문 직업의 아웃소싱이 증가하여 2008년에는 필립스의 회계 부문에서 채용을 아일랜드뿐만 아니라 폴란드에서도 채용하며, 2009년 1월에 1700명 규모의 생산 거점을 아일랜드에서 폴란드로 이전하겠다고 발표한다.
2006년에는 직접투자가 급증하고 IDA가 지원하는 일자리도 증가했다.
정부는 아일랜드 과학 재단을 설립했으며 첨단 기술을 요구하는 직업 훈련을 실시하고, 또한 아일랜드 지식 경제의 발전을 증진하는 과학 연구 분야에 투자했다.
2009년 9월 부총리 메리 카프란은 2000년부터 매년 아일랜드는 국제 경쟁력을 잃어 오고 있다고 발언했다.

### 아일랜드 국내 기업의 진흥
아일랜드가 맞닥뜨린 주요 과제 중 하나로 '국내 기업의 진흥'이 있다. 아일랜드는 CRH, 케리 그룹, 라이언 에어, 얼라이드 아이리쉬 뱅크, 스마핏 카파 그룹, 엘란 등 국제적인 대기업이 있지만, 연간 매출액이 10억 유로를 초과하는 기업은 적다. 정부는 아일랜드 정부 상무 청에 국내 기업의 진흥을 담당하고 2003년에는 국내에서의 사업 시작을 효율적으로 할 수 있는 웹 사이트를 개설했다.

### 에너지 해외 의존
아일랜드는 국내에서 필요로 하는 에너지의 80% 이상에 해당하는 화석 연료를 수입에 의존하고 있다. 20세기 중반부터 오랫동안 아일랜드는 이탄 습지의 개척, 수력 발전소의 건설, 해외 가스전 개발 등을 통해 1970년대에는 석탄에 의한 에너지 공급을 시작하는 등 외국에서 에너지 자원의 공급을 억제해왔다. 그러나 아일랜드 내에서의 가스 이탄과 수력 발전이 거의 개발을 다 해 버려, 또한 화석 연료의 수요가 증가하고 있던 곳에 자원의 공급 불안과 지구 온난화에 대한 관심이 커졌다. 이 상황을 해결하는 방안으로 풍력이나 조력 발전 등 대체 에너지의 개발이 있다. 그러나 풍력 발전 만으로는 전력 수요를 감당하지 못하고 기존의 발전소를 필요로 하게 되었기 때문에 완전한 해결책이 되지 못했다. 아크로의 동쪽 앞바다에 해상 풍력 발전소의 건설이 진행되고 있으며 아일랜드의 서쪽 근해에서 풍력 발전소 건설 계획이 부상하고있다. 환경 에너지 단체 SEI(아일랜드 지속 가능한 에너지, Sustainable Energy Ireland)에 의한 보고서는 풍력 발전 개발이 제대로 진행 또한 고압 송전선 망에 연결하는 것을 막는 자연의 장애 문제를 해결할 수 있다면, 아일랜드는 과도한 발전량을 수출 할 수 있다고 했다. 아일랜드에서는 풍력 발전이 전체 발전량의 5%를 차지하고있다.

### 부의 분배
아일랜드로 들어온 재산은 국민들에게 균등하게 분배되지 않았다. UN은 2004년에 아일랜드는 서방 국가에서 미국에 이어 빈부격차가 크다는 보고를 발표했다. 정부는 전국 각지의 인프라에 자금을 투입하기 위해 국가 개발 계획을 수립하며 '게이트웨이'나 '허브'의 개발을 중점적으로 국가 공간 전략을 설정하고, 국가 공간 전략은 네이스, 멀린가, 애슬론, 에니스와 같은 도시가 지정되었다.
그럼에도 불구하고, 격차는 해소되지 않았다. 정부는 바리문 리제너레이션 리미티드에, 바로 1960년까지 개발 된 더블린 북부에 있는 바리문 지역의 재개발과 주민의 이전에 대해 협력을 요구해 양측은 2004년부터 바리문 플랫의 해체에 착수했다.
아일랜드의 부가 모두에게 평등히 분배되지 않는다는 의견에 대해서는 데이비드 맥 윌리엄스 등의 경제 평론가와 기자 사이에서 이견이있다. 맥 윌리엄스는 어느 측정 방법에 의하면 아일랜드는 평등성이 평균을 상회하고 있다는 유로 스타트의 통계 결과를 내놓았다. 그런데 이 통계는 대체로 영국, 지중해 국가, 2004년 이후 유럽 연합에 가입한 국가와 같은 아일랜드보다 개발이 진행되지 않은 국가나 혹은 자유 시장 경제가 발달한 나라보다 낫다는 결과가 나오지만, 스칸디나비아 국가들이나 독일, 프랑스 등의 나라들과 비교하면 아일랜드의 빈부격차는 훨씬 크다. 또한 아일랜드의 격차는 다른 통계 방법으로도 나타나고 있다. Economic and Social Research Institute (ESRI)가 2006년 12월에 발표한 보고서에 따르면, 아일랜드는 어린이의 빈곤 수준은 부유한 26개국 중 22위를 차지하며 유럽에서 2번째로 격차가 큰 나라이다.

### 경기 악화와 ESRI의 전망
ESRI는 2008년 6월 24일, 2008년 아일랜드 경제가 약하게나마 마이너스 성장이 될 전망을 보이고 있었지만, CIA 월드 팩트북에 따르면 2008년 아일랜드의 GDP 성장률은 마이너스 3%로, 1983년부터 마이너스 성장을 기록했다. 또한 ESRI는 2008년 경제 전망에서 상품과 서비스의 생산이 감소하고 아일랜드는 완만한 형태로 경기가 후퇴하는 것을 보여주었다. ESRI는 2009년부터 2010년까지 경기가 회복 될 것으로 예상하고 있다. 2008년 9월, 아일랜드는 유로존 국가에서 처음으로 경기 후퇴 상태에 돌입했다. 아일랜드 중앙 통계국에 의한 통계에서 부동산 거품의 파열과 소비자 지출의 급락이 밝혀져 경기 침체와 '켈트의 호랑이'의 종언을 명확하게 표시했다.
2008년 제 2분기 GDP는 전년 동기 대비 0.8%의 마이너스가 되고, 2분기 연속 마이너스 성장을 기록함으로써 경기 침체가 명확한 것이 되었다. 아일랜드의 경기 침체는 1983년 이후로 경제 성장의 침체로 타격을 받고 또 경제는 내수 부진과 수출 둔화로 경제 성장의 마이너스 폭이 확대되고 2009년에는 경기 침체가 심화 될 것으로 예측하고 있다. 2008년 11월 핫 프레스 잡지의 인터뷰에서 아일랜드의 총리인 브라이언 카우언은 많은 국민이 아직도 얼마나 재정이 악화되고 있다는 것을 인식하지 못한다고 하며 "내년은 세계적으로 매우 어려운 해가 될 것이다. 우리는 더 이상 버티기 힘든 금융 불안에 시달리고 있다." 라고 말했다.
미국 대통령 버락 오바마는 선거 운동 기간 동안 다른 나라에 유출 된 미국의 일자리와 이익을 되돌리기 위한 법률의 제정을 공약했다. 이 법이 통과된다면 미국의 자본에 크게 의존하고 있는 아일랜드 경제에 심각한 상황을 초래할 수 있을 것이다.
2009년 1월 30일, 신용 디폴트 스왑의 가격으로 그리스의 주권 채무를 웃돈 것으로, 아일랜드 정부 채권은 유로존에서 가장 위험이 큰 것이 되었다.
2009년 2월 카우엔은 2009년 아일랜드 경제가 6.5% 수축 할 것이라는 예상을 내놓았다.

### 비정상적인 자금 운용
아일랜드는 약 9.6%의 GDP 연평균 성장률을 보였고 1인당 GDP에서 세계 1위 반열에 오르게 되었으나, 국민의 생활 수준은 GDP에 비해 매우 낮은 것으로 취급된다. 미국의 경제 노벨상 수상자인 폴 크루그먼은 이런 현상을 "레프러콘 경제학"(Leprechaun economics) 이라고 표현하며 2017년 뉴욕 타임스에 기고하였다. 켈트의 호랑이는 환상이며, 아일랜드의 조세 피난처로 국가를 운용하는 수준이라고 비판하기도 했다. 네빈경제연구소의 톰 힐리 소장 역시 "이런 성장률은 1930년대 소련에서도 나오기 힘든 성장률 수치"라고 비꼬기도 했다. 이코노미스트의 짐 파워는 인디펜던트와의 인터뷰에서 "실질적인 고용률과 국민 소비율 등을 살펴보면 아일랜드 경제의 실질적인 성장률은 4~4.5% 수준으로 추정된다"고 말했다.

## "켈트의 호랑이" 이후
2008년 아일랜드가 경기 후퇴에 들어간 것이 명확하게 밝혀진 것으로, 부동산 버블 경제 파열과 금융 시스템 불안이라고 하는 "호랑이" 시대에 뿌리내린 생각의 대부분이 뽑히게 되었다. 아일랜드는 호황 뒤에 많은 부족을 겪고있다. 아이리쉬 타임즈 칼럼니스트인 휜탄 오툴 은 "켈트의 호랑이, 그리고 아일랜드는 충분한 공공 의료 서비스도, 어린이의 기아 퇴치도, 세계에 통용되는 인프라도, 만족스러운 초등 교육 제도도 없다. 또한 우리가 이 혼란에서 벗어날 수 있는 유일한 길은 '혁신 사회', 또는 '지식 경제'라는 것 조차도 없는 것이다." 라고 말했다. 즉 전망과 리더십이 결여되어 있었기 때문에, '호랑이'의 시대에 돈을 잘 사용해 사회에 이용하는 것을 해 오지 않았다는 것이다.
2009년, 아일랜드 전 총리 개럿 피츠 제럴드는 아일랜드의 참담한 경제 상태에 대해서 "잇따른 '비참한' 정책 실패에 의한 것" 이라고 정부를 비난했다. 특히 2000년부터 2003년까지 당시 재무 장관이었던 찰리 맥리비에 의해 소득세가 인하된 반면 세출을 48% 증가시킨 것이나, 정부의 주택 버블의 팽창을 "엄청난 규모"에서 허용하고 또한 촉진시켜 온 것을 비난의 대상으로 꼽았다.
또한 노벨상을 수상한 폴 크루그먼은 "지금 이대로 경기 침체의 대응이 계속되는 한 아일랜드는 실제로 세계 경기가 회복하고 수출 주도의 회복 소망 밖에 선택 사항이 없다"라는 앞날이 어두운 전망을 내놓았다.
2009년 4월 중순 국제 통화 기금은 아일랜드에 대해 매우 엄격한 예상을 내놓았다. 이에 따르면 아일랜드 경제는 2009년 8%, 2010년에는 3% 수축하며 이 전망조차도 아직 낙관적인 것이라고 했다.
2009년 4월 28일에 발표된 ESRI의 보고서는 아일랜드의 실업률은 2010년에 17% 가까이까지 상승할 것으로 예상했다. 또한 ESRI는 "우리의 예상은 아일랜드 경제는 2008년에서 2010년까지 3년간 약 14% 수축 할 것으로 보고 있다. 역사적으로도 국제적으로도 이러한 경기 침체가 큰 것이다" 라고 했다.

## 같이 보기
- 아일랜드의 경제
- 발트의 호랑이